# Judo aux Jeux africains de 1991
Navigation
Édition précédente Édition suivante
La 5e édition du  Judo aux Jeux africains  a comporté  8 épreuves pour les hommes. Les judokas égyptiens en remportant 3 titres ont permis au pays organisateur d’être premier dans cette discipline. Cette édition fait également office de Championnats d'Afrique de judo 1991.

## Podiums
| Épreuves                          | Or                            | Argent                  | Bronze                                                         |
| --------------------------------- | ----------------------------- | ----------------------- | -------------------------------------------------------------- |
| Moins de 60 kg poids super-légers | Ahmed El-Sayed Égypte         | Fayçal Bousbiat Algérie | Osayimwense Osaigbovo Nigeria Francisco De Souza Angola        |
| Moins de 66 kg poids mi-légers    | Abdelhakim Harkat Algérie     | Kelvin Idehe Nigeria    | Moustafa Kamel Égypte James Sibenge Zimbabwe                   |
| Moins de 71 kg poids légers       | Majemite Omagbaluwaje Nigeria | Sameh Abdallah Égypte   | Luc Rasoanaivo-Razafy Madagascar Eddy André Maurice            |
| Moins de 78 kg poids mi-moyens    | Salah Rekik Tunisie           | Suleman Musa Nigeria    | Abdel-Wahab Newawi Égypte Jean-Jacques Rakotomalala Madagascar |
| Moins de 86 kg poids moyens       | Isaac Angbo Côte d'Ivoire     | Habib Hassine Tunisie   | Walid Halim Aly Égypte Yacine Silini Algérie                   |
| Moins de 95 kg poids mi-lourds    | Aiman El-Shewy Égypte         | Djamel Fares Algérie    | Joseph Ndjumbi Gabon West Iqiebor Nigeria                      |
| Plus de 95 kg poids lourds        | Khalifa Diouf Sénégal         | Mohamed Rashwan Égypte  | Mourad Zaghouan Tunisie Ferhat Challal Algérie                 |
| Toutes catégories poids open      | Mohamed Rashwan Égypte        | Ferhat Challal Algérie  | West Iqiebor Nigeria Eddy André Maurice                        |

## Tableau des médailles
| Rang  | Nation        | Or | Argent | Bronze | Total |
| ----- | ------------- | -- | ------ | ------ | ----- |
| 1     | Égypte        | 3  | 2      | 3      | 8     |
| 2     | Algérie       | 1  | 3      | 2      | 6     |
| 3     | Nigeria       | 1  | 2      | 3      | 6     |
| 4     | Tunisie       | 1  | 1      | 1      | 3     |
| 5     | Côte d'Ivoire | 1  | 0      | 0      | 1     |
| 5     | Sénégal       | 1  | 0      | 0      | 1     |
| 7     | Madagascar    | 0  | 0      | 2      | 2     |
| 7     | Maurice       | 0  | 0      | 2      | 2     |
| 9     | Angola        | 0  | 0      | 1      | 1     |
| 9     | Gabon         | 0  | 0      | 1      | 1     |
| 9     | Zimbabwe      | 0  | 0      | 1      | 1     |
| Total | Total         | 8  | 8      | 16     | 32    |

## Source
- (ar) « Les sixièmes Jeux africains, Zimbabwe 1995 », Al-Ahram Sports, No 298, du 12 septembre 1995, (numéro spécial).